# Østkorset
Østkorset (polsk: Krzyż Wschodni) er en æresbevisning i Polen. Den blev stiftet den 15. december 2016 af Sejmen, og underskrevet af Præsident Andrzej Duda 28. december 2016. Dekorationen gives til ikke-polske statsborgere, der i perioden 1917-1991, under tøven og med risiko for eget og familiemedlemmers liv, har hjulpet og reddet polakker i de tidligere østlige polske provinser og i det øvrige tidligere Sovjetunionen.
Den er "tvillingsdekoration" til Vestkorset, der  blev indstiftet i 2017 for tilsvarende indsats vest for ovennævnte område.